# こんぶの日
こんぶの日（こんぶのひ）は、日本の記念日の一つ。日付は11月15日。1982年（昭和57年）、日本昆布協会が「育ち盛りの子どもが栄養豊富な昆布を食べて元気になって欲しい、また、昆布を食べる習慣をつけてほしいという思い」という願いを込めて、七五三にちなみ同じ11月15日を「こんぶの日」と制定した。

## 影響
1982年（昭和57年）に七五三と同じ11月15日が「こんぶの日」と制定されると、翌年の1983年（昭和58年）に日本わかめ協会がこどもの日と同じ5月5日を「わかめの日」、そのまた翌年の1984年（昭和59年）には三重県ひじき協同組合が当時の敬老の日と同じ9月15日を「ひじきの日」と制定した。
特定非営利活動法人北海道こんぶ研究会が「こんぶを楽しむ1日」をテーマにしたイベント「こんぶDay」を「こんぶの日」前後に毎年開催している。これまで北海道札幌市と福井県福井市で、様々なパートナーと共に開催している。